# Direktoriet
Direktoriet (fransk: Le Directoire) var det regeringsorgan, der ved den franske forfatning af 22. september 1795 fik den udøvende magt. Direktoriet bestod af fem medlemmer og fungerede indtil konsulatets magtovertagelse i november 1799.
Periodens ledende politiker var Paul Jean Barras der fungerede som statschef.
Direktoriets forudsætning var Robespierres fald i juli 1794, som bragte de moderate kræfter i revolutionen til magten. Der gennemførtes en afvikling af terrorstyret, men samtidig også en indskrænkning i de formelle demokratiske rettigheder. Kontrarevolutionen fandt sted under ledelse af bl.a. Paul Jean Barras, Jean Tallien og Abbé Sieyès, som herefter skabte en ny forfatning.
Direktoriets forfatning trådte i kraft 22. september 1795. Statschefer blev 5 direktører, ledet af en overdirektør. Deres stilling gik på skift og som stod for den udøvende magt. Parlamentet bestod af to råd: "De Ældres råd" på 250 mand alle over 40 år (svarede til et senat eller et overhus) og "De 500's råd" (svarede til et underhus) alle over 30 år, som valgtes ved indskrænket valgret. Direktørerne udpegedes af de Ældres Råd på de 500's anbefaling. Gennem hele perioden var Barras overdirektør (svarende til republikkens præsident), mens Tallien, Sieyès og Lazare Carnot i perioder fungerede som almindelige direktører. Reelt kom forfatningen aldrig til at fungere efter hensigten, da Barras sikrede sig den afgørende magt, trods konflikter med sine meddirektører. 1797 gennemførte han et statskup, hvorved statschefens magt styrkedes og alle formelle rettigheder afskaffedes. Blandt hans rådgivere var Napoleons to senere betroede mænd, Talleyrand der var udenrigsminister 1796-99 og Joseph Fouché som ledede politispionagen.
Indenrigspolitisk betød Direktoriet en højredrejning. Republikken bevaredes, men de demokratiske og fornyende initiativer, som trods terroren havde præget den tidligere fase af revolutionen, standsede. Royalistiske og konservative sympatier florerede og accepteredes af regeringen, så længe de ikke truede staten. En stor royalistopstand i Paris oktober 1795 blev slået kraftigt ned, det samme blev nye opstande i provinsen. En gruppe af nyrige skød op som følge af krigsleverancer og salg af henrettedes ejendomme, og styret prægedes af korruption og stigende ineffektivitet. Kulturelt set prægedes perioden af et løssluppent overklasseliv og modeluner; til dels en reaktion på revolutionens spartanske livsstil.
Udenrigspolitisk domineredes perioden helt af krigen mod de udenlandske koalitionsmagter og førte som helhed til en kraftig styrkelse af Frankrigs stilling. Således erobredes både Holland (1795) og Schweiz (1798). Vigtigst var Napoleons felttog til Italien 1796-97 som reelt knuste Østrigs magt i dette område og lagde det under fransk herredømme, hvorimod hans ekspedition til Egypten 1798-99 fik mere symbolsk betydning. De franske sejre førte til den første koalitions opløsning og de tyske magters udtræden, således at England en overgang var Frankrigs eneste modstander. Der oprettedes en række franske lydstater der blev formelle republikker efter fransk stil, men reelt betød Direktoriet traditionel fransk imperialistisme i revolutionær indpakning. Samtidig førte hærens voksende rolle til en stigende afhængighed af officerskorpset.
Det blev også hæren der gjorde ende på Direktoriet. Napoleon, der efterhånden havde opbygget en stærk position som krigshelt, vendte tilbage efteråret 1799, optog kontakt med utilfredse kredse omkring Barras som søgte en "stærk mand" og styrtede 9. november samme år Direktoriet ved et militærkup ("Brumairekuppet").
Som helhed må Direktoriets magtperiode betegnes som afslutningen på revolutionen. Magten lagdes i hænderne på storborgerskabet, som gjorde sig afhængig af hæren, en fransk erobringspolitik gennemførtes. Napoleons magtovertagelse 1799 var reelt en logisk følge af det.